# Ritiometan
Ritiometan là một chất kháng khuẩn được sử dụng trong thuốc xịt mũi. Ngoài ra, nó được sử dụng trong một chế phẩm khí dung để điều trị nhiễm trùng mũi và cổ họng . Nó được bán ở Pháp dưới tên thương mại Nécyrane.